# 1938年鐵路
此條目列出1938年發生有關鐵路運輸的事件。

## 事件

### 1月
- 1月1日：法國國家鐵路公司成立，合併了法國所有大型鐵路公司。
- 1月1日：荷蘭鐵路成立，合併荷蘭鐵路公司（英语：Hollandsche IJzeren Spoorweg-Maatschappij）及國家剝削鐵路公司（英语：Maatschappij tot Exploitatie van Staatsspoorwegen）[1]。

### 2月
- 2月22日：艾奇遜、托皮卡和聖塔菲鐵路引入首都號列車（英语：El Capitan (train)），來往芝加哥和洛杉磯。

### 3月
- 3月13日：莫斯科地鐵阿爾巴特-波克羅夫卡線基輔站至亞歷山大公園站一段自索科利尼基線分拆，並延長至庫爾斯克站。
- 3月18日：奧地利聯邦鐵路併入德意志國鐵路。
- 3月27日：艾奇遜、托皮卡和聖塔菲鐵路開行聖迭戈人號列車（英语：San Diegan (train)），來往洛杉磯與聖迭戈[2]。

### 4月
- 4月21日：大阪市營地下鐵1號線由難波站延長至天王寺站。

### 6月
- 6月30日：倫敦地鐵1938年型列車（英语：London Underground 1938 Stock）投入營運，用於北線[3]。

### 9月
- 9月11日：莫斯科地鐵高爾基－河畔線通車，來往隼鳥站至劇院站。

### 11月
- 11月18日：東京高速鐵道（日语：東京高速鉄道）通車，來往青山六丁目站至虎之門站。

### 12月
- 12月15日：伊東線第二段通車。
- 12月20日：東京高速鐵道（日语：東京高速鉄道）由青山六丁目站延長至澀谷站。